# فلیکا (فیلم)
فلیکا (انگلیسی: Flicka) فیلمی در ژانر درام به کارگردانی مایکل مِـیـِر است که در سال ۲۰۰۶ منتشر شد.

## خلاصه داستان
«کیتی» جوان درخواست یک اسب وحشی برای خود می‌کند تا بدین وسیله به پدرش ثابت کند می‌تواند یک روز مزرعه خانوادگی شان را اداره کند…

## بازیگران
- الیسون لومن
- تیم مک‌گرا
- ماریا بلو
- رایان کوانتن
- کیلی دیفر
- دنی پینو
- دالاس رابرتس
- آرمی همر
- باک تیلور
- دی یونگ
- جفری نردلینگ
- نیک سیرسی
- وید ویلیامز